# Biblická kritika

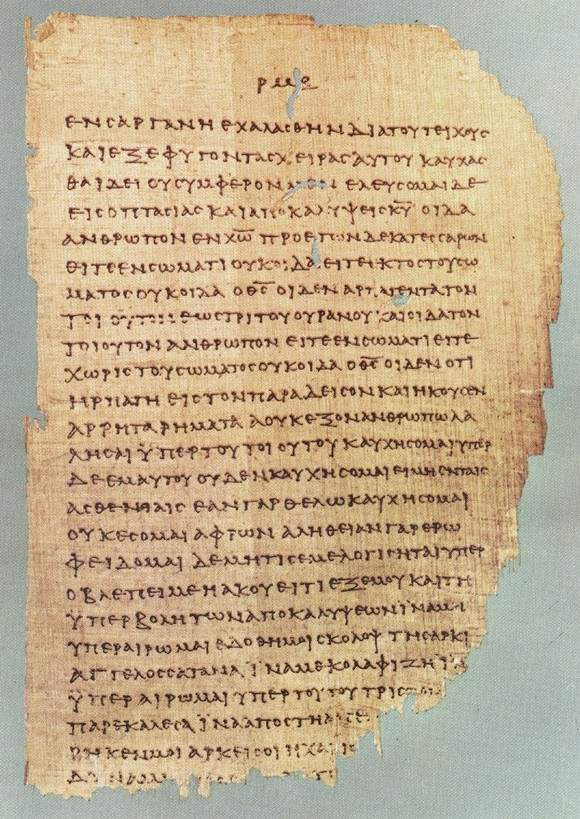
Moderní nálezy textů z biblické doby výrazně podpořily rozvoj biblické kritiky. (Papyrus 46, kolem roku 200)

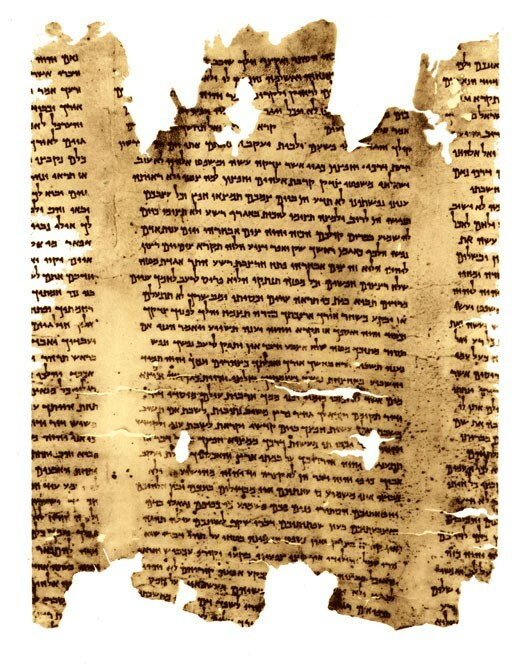
Zlomek svitku Izajáše z nálezů od Mrtvého moře (1. stol. př. n. l.)

Biblická kritika je vědecké zkoumání Bible jako textu historicko-kritickou metodou s využitím mnoha dalších věd od archeologie, paleografie nebo jazykovědy až po historii, literární vědu a filosofii. Dělí se na kritiku textovou, která se snaží najít co nejpůvodnější podobu textu, zkoumá jeho prameny a vývoj, kritiku historickou, která zkoumá historickou spolehlivost textů, jejich stáří a autorství, a kritiku literární, která zkoumá literární žánr a záměr textu, případně jeho historické, kulturní prostředí a poměr k jeho okolí. Podle toho, na jakou stránku kladou autoři hlavní důraz, vznikají různé školy biblické kritiky. Z toho pak vychází biblická hermeneutika a exegeze, nauka o výkladu biblických textů.
Po velké vlně radikální kritiky 19. a první poloviny 20. století došlo k významným objevům starých papyrových zlomků a zejména svitků od Mrtvého moře, které jednak potvrdily spolehlivost textu Bible, jednak výrazně rozšířily znalosti o dobovém prostředí Nového zákona a jeho myšlenkovém okolí. Současná biblická kritika se zaměřuje spíš na vztah Ježíše k židovství a ke kulturnímu, společenskému i politickému prostředí jeho doby.

## Textová kritika

### Vznik a historie
Bible je sbírka několika desítek starověkých knih, které se zachovaly v tisících opisů i zlomků různého stáří, ve starých překladech a v citátech starověkých autorů. Textová kritika je shrnuje pod pojem „svědci“. Nesrovnalosti v textu, vzniklé chybami opisovačů, doplňky a vysvětlivkami, které se dostaly do textu, snahou přizpůsobovat („harmonizovat“) výpovědi různých knih a podobně, se snažili opravovat už starověcí křesťanští učenci. Órigenés porovnal šest různých znění Bible v hebrejštině a v řečtině, která sepsal ve sloupcích vedle sebe.
Po vynálezu knihtisku, když se připravovala tištěná vydání, pracovalo mnoho učenců na srovnávání různých rukopisů a překladů, aby tištěný text byl co nejspolehlivější (viz článek Textus receptus). V letech 1513-1517 vznikla na španělské univerzitě v Alcalá de Henares Komplutenská polyglota, paralelní vydání hebrejského, řeckého a latinského textu s komentářem. Rozvoj paleografie a jazykovědy v 19. století pak vyvolal soustavné zkoumání stovek rukopisů, překladů a nově nalezených papyrových zlomků, které vyústilo v kritická vydání. Ta vedle nejpravděpodobnějšího znění podávají v poznámkách i množství odchylek významných starých svědků, tzv. kritický aparát (pro řecký Nový Zákon viz ).

### Metody a postupy
Textová kritika Bible používá běžné metody a zásady textové kritiky. Počítá například s nejběžnějšími opisovačskými chybami, jako je záměna podobných písmen (např. hebrejské הוא „on“ místo היא „ona“ vzniklo nepatrným prodloužením prostředního písmene), vynechání úseku mezi dvěma stejnými slovy (haplografie), s harmonizací čili přizpůsobováním k jiným paralelním textů (např. mezi čtyřmi evangelii) a podobně.
Od jiných starých textů se ale textová kritika Bible liší mimořádným množstvím starých svědků (zejména pro Nový zákon), vzniklých navíc na různých místech a ve velmi různých prostředích. Ty je třeba uspořádat podle stáří a spolehlivosti (četnost zřejmých písařských chyb) a navzájem porovnat. Tak se dají určit výrazné skupiny či rodiny svědků a často i závislost rukopisů na sobě navzájem (opisovač obvykle opíše i chyby svého vzoru). Pro řecký text Nového zákona se rozlišuje několik výrazných rodin, například tzv. alexandrijský (nejstarší), byzantský a západní text, podobně pro latinské překlady (Vetus Latina, Vulgata a jejich různé verze).
Při hledání nejpravděpodobnějšího původního znění se uplatňují i vnitřní kritéria. Pravidlo „Lectio difficilior potior“ říká, že text náročnější na pochopení je spíš původní (například 1Te 3, 2 (Kral, ČEP)). Sotva by nějaký písař z lehkého textu udělal nesnadný. Podobně pravidlo „Lectio brevior potior“ říká, že kratší verze textu je pravděpodobnější (například J 7,39; 1K 8,6): písař mohl doplnit text, aby byl srozumitelnější. Během delšího předávání se často zmírňují a odstraňují nepříjemné podrobnosti. Tak 2S 11, 1 (Kral, ČEP) a násl. podrobně líčí hanebné jednání krále Davida. Markovo evangelium se připisuje Petrovu žáku Markovi, přesto podává řadu Petrových poklesků a chyb, o nichž pozdější texty často mlčí. Také originalita a svěžest některých vyprávění (například Ježíšových podobenství) svědčí pro původnost textu.
V 1. století se v Palestině mluvilo aramejsky, kdežto celá další křesťanské tradice byla téměř výlučně řecká a latinská. Mnohé Ježíšově výroky obsahují semitské obraty a rčení a některé se po překladu do aramejštiny rýmují. Například v Mt 23, 24 (Kral, ČEP): „cedíte komára (aramejsky galma) a spolknete velblouda“ (aramejsky gamla). Biblický text na řadě míst svědčí o dobré znalosti místních poměrů, které pozdější doby neměly a často je objevují až současní vědci. To se týká například poměrů na egyptském dvoře, detailů o Jeruzalémském chrámě nebo titulu politarcha, který uvádí Lukáš a byl objeven na nápisech až ve 20. století.

## Historická kritika
Staří křesťanští (například Theofilus z Alexandrie, +181) i židovští učenci se snažili vypočítat stáří světa (tzv. Anno mundi) z biblických rodokmenů a údajů o stáří jednotlivých osob. Dospěli buď k číslu 5530 př. n. l. (podle Septuaginty), anebo 3760 př. n. l. (podle hebrejského textu a Maimonida), jímž se řídí židovský letopočet. Ještě Isaac Newton se snažil tento údaj zpřesňovat. Z geologických i archeologických nálezů se ale v 19. století ukázalo, že stáří světa je o několik řádů větší a stopy světové potopy se nedařilo nalézt. Křesťanští teologové dlouho hájili doslovný výklad prvních kapitol Bible a dostali se tak do velkého sporu s různými vědami. Teprve rozlišování literárních žánrů dovolilo pochopit, že Gn 1 a 2 nejsou popisy událostí, nýbrž vyjadřují podstatné poselství o člověku, o jeho vztahu k Bohu a světu. Přesto řada evangelikálních skupin, zejména v USA, stále trvá na doslovném výkladu.
Datování biblických událostí a postav se začalo srovnávat s egyptskými a dalšími historickými prameny. Tam se sice našlo potvrzení existence starého Izraele od 12. století př. n. l., datování je ale velmi obtížné. Podle souhrnné zprávy o důkladném archeologickém průzkumu celé země Izrael se dají ve vykopávkách najít zřetelné stopy Davidova panování (10. století př. n. l.), starší události se ale potvrdit nepodařilo.
Kritické zkoumání Nového zákona zahájil německý osvícenský filozof Hermann Samuel Reimarus (+1768), který na jednotlivé spisy aplikoval metody, používané při studiu řeckých a latinských spisů. O Ježíšově životě a dalších událostech Nového zákona je sice řada starých písemných svědectví i mimo biblické spisy, přesné datování však není možné. Rok Ježíšova narození, podle něhož raně středověký mnich Dionysius Exiguus stanovil začátek křesťanského letopočtu, nesouhlasí s jinými údaji v Novém zákoně, protože jejich pisatelé neměli k dispozici přesné údaje a pro křesťanské kázání nemělo datování velký význam.

## Literární kritika
Jiný úkol má kritické zkoumání obsahu samého textu. Bible jako sbírka desítek knih vykazuje různé nesrovnalosti. Tak například autorství Tóry připisovala tradice Mojžíšovi, ale v knize Dt 34 je popsána Mojžíšova smrt. Rok podle Ex 23, 15 (Kral, ČEP)n. začínal na jaře, podle Lv 23, 24 (Kral, ČEP) na podzim. V Gn 4, 14 (Kral, ČEP) si Kain stěžuje, že ho každý může zabít, ale podle předchozího by na zemi měli žít jen jeho rodiče. Židovští i křesťanští vykladači je často vysvětlovali jako alegorie, mnozí autoři však trvali na tom, že základem musí být výklad slov, "jak text sám mluví". Výsledky literární kritiky křesťanské církve dlouho odmítaly, v průběhu 20. století je však mnohé z nich přijaly a při výkladu Bible používají. Papež Pius XII. podpořil rozlišování literárních druhů v encyklice Divino afflante z roku 1943.

### Hledání pramenů
V 17. století, v době racionalismu se na Bibli začalo pohlížet jako na „obyčejnou“ knihu, začala se zkoumat stejnými prostředky jako jiná literární díla. Baruch Spinoza (1670) a Richard Simon (1678) poukázali na nesrovnalosti v Pentateuchu – prvých pěti knihách Bible. Spinoza byl přesvědčen, že nejen Pentateuch, ale všechny historické knihy Starého zákona napsal teprve Ezdráš po návratu z babylonského zajetí, ve 4. století př. n. l., ačkoli je tradice připisovala Mojžíšovi. V 18. století si francouzský lékař Jean Astruc všiml, že v Pentateuchu se užívají dvě Boží jména – Jahve a Elohim - a podle toho rozlišil dva původní zdroje Tóry. Ty podle něho napsal Mojžíš a pozdější písaři je spojili do jednoho celku a tak vznikly nesrovnalosti. Na Astruca navázali například Eichhorn a de Wette a hledání pramenů vyvrcholilo v díle J. Wellhausena (1844 – 1918), který rozlišil čtyři prameny a nazval je Jahvista, Elohista, Deuteronomista a Kněžský kodex (viz Teorie vzniku Tóry).
Také v Novém zákoně lze najít místa, která si odporují, zejména v evangeliích. Tak v Matoušově evangeliu posílá vzkříšený Ježíš své učedníky do Galileje, kdežto podle Jana se všechna setkání odehrála v Jeruzalémě. V Jan 21 se Ježíš setkal s učedníky u jezera v Galilei. Velké části synoptických evangelií jsou naopak téměř totožné, takže patrně pocházejí ze společného pramene, ať již z písemného, nebo z ústně předávané tradice. Podle nejběžnější Holtzmannovy hypotézy čerpali Matouš a Lukáš z Marka a z pramene Ježíšových výroků, který se obvykle označuje Q (viz Synoptická otázka). S těmito hypotézami současná exegeze běžně pracuje, rozdíly mezi verzemi však zároveň dokládají nezávislost různých tradic a tím nepřímo i spolehlivost celého poselství.

### Kritika obsahu
Kritický rozbor jazyka, slohu a myšlenek novozákonních spisů se je snaží zařadit do souvislostí soudobé náboženské i filosofické literatury a duchovních proudů. V 19. a 20. století vznikla řada škol, které se lišily svým přístupem a přispěly k lepšímu poznání vzniku Bible. Kritikové těchto moderních metod, kteří často patří k tzv. evangelikálnímu proudu protestantismu, ovšem namítají, že jejich výsledky jsou často ve vzájemném rozporu a jejich závěry do velké míry závisí na úhlu pohledu jednotlivých badatelů.
Na základě rozboru textů a jejich obsahu se Ferdinand Christian Baur a jím založená Tübingenská škola v polovině 19. století domnívali, že texty Nového zákona mají charakter spíše spekulativní teologie než ustáleného systému a prošly dlouhým myšlenkovým vývojem. Jejich příliš kritický pohled vedl k přesvědčení, že jen List Římanům, 1. a 2. Korintským a List Galatským jsou napsány apoštolem Pavlem a že obraz Pavla, tak jak je představen ve Skutcích apoštolů, je odlišný od Pavla-autora těchto listů. Tyto domněnky, pro něž nebyly žádné historické doklady, ztratily na přesvědčivosti, když Adolf von Harnack a nové nálezy papyrů doložily dřívější data vzniku novozákonních spisů.
Metoda kritiky tradic a škola dějin forem (Formgeschichte) vycházejí z předpokladu, že biblické texty se zprvu dlouho tradovaly ústně, ve formě jednotlivých příběhů, vyprávění a výroků (Hermann Gunkel). Rozborem textu usiluje o identifikaci jeho původních jednotlivých žánrů a elementů a zkoumá jejich povahu, zaměření a „zasazení do života“ (Sitz im Leben). Rozlišuje texty liturgické, kazatelské, vyprávěcí, básnické, prorocké, povzbuzující (parenese), normativní a další. Využívá výsledků folkloristiky a studia lidového písemnictví. Na ni navázala škola dějin redakce (Redaktionsgeschichte), která naopak zkoumá práci redaktorů, kteří tyto tradiční texty vybírali, uspořádali, případně upravili podle určitého záměru a k nějakému cíli.
Protestantský teolog Rudolf Bultmann (1884-1976) patřil ke škole dějin forem, pod vlivem existenciální filosofie Martina Heideggera zahájil exegetický (výkladový) program demytologizace a existenciálního výkladu biblických textů. Ty podle něho často obsahují obrazná, mytologická vyjádření důležitých existenciálních zkušeností a náhledů, které je dnes třeba zbavit obrazné slupky a vyjádřit přímo. Nakonec dospěl až k názoru, že historická osoba Ježíšova není pro křesťanskou víru tak důležitá, jako obsah a záměr kázání čili zvěstování víry (kérygma). Snažil se najít klíč Ježíšova odkazu a jeho souvislosti s židovstvím a odpovědět na otázku, jaký význam má dnes.

## Významní bibličtí badatelé
- William F. Albright (1891–1971). Biblický archeolog a filolog, uznání dosáhl využitím nálezů keramiky při datování kultur.
- Jean Astruc (1684–1766). Lékař, profesor medicíny a religionista; položil základy historicko-kritického zkoumání Pentateuchu.
- Walter Bauer (1877–1960). Znalec raného křesťanství, autor známého Řecko-německého slovníku ke spisům Nového zákona a raně křesťanské literatury, který je dodnes základní pomůckou při studiu biblické řečtiny.
- Ferdinand Christian Baur (1792–1860). Církevní historik a odborník na dějiny dogmatu, průkopník historicko-kritického bádání na poli Nového zákona, zakladatel tübingenské teologické školy.
- Rudolf Bultmann (1884–1976). Evangelický teolog a novozákoník, formuloval program demytologizace a existenciálního výkladu Nového zákona.
- Martin Dibelius (1883–1947). Evangelický teolog a novozákoník, průkopník metody dějin forem při výkladu evangelií.
- Johann Gottfried Eichhorn (1752–1827). Teolog, orientalista a zakladatel moderní starozákonní kritiky. Na základě kritiky pramenů odmítl Mojžíšovo autorství Pentateuchu.
- Israel Finkelstein (*1949). Významný izraelský archeolog, spoluvedoucí vykopávek v Megidu. Autor teze, podle níž byla většina historických knih Starého zákona sepsána teprve v 7. století př. n. l. v judském království a nelze je tudíž považovat za historický pramen pro dobu, o níž pojednávají.
- Richard Elliott Friedman (*1949). Starozákoník a znalec staroorientálních jazyků, zabývá se vztahem mezi jednotlivými vrstvami textů v Pentateuchu (Jahvista, Elohista, Kněžský kodex).
- Johann Jakob Griesbach (1745–1812). Teolog a biblista, formuloval hypotézu o původu synoptických evangelií (z jeho pohledu Marek využil při psaní svého evangelia texty evangelií podle Matouše a podle Lukáše)
- Hermann Gunkel (1862–1932). Starozákonník a zakladatel metody dějin forem (Formgeschichte).
- Thomas Hobbes (1588–1679). Matematik, teoretik státu a filozof, patrně jako první nadnesl kritickou otázku ohledně autorství Pentateuchu.
- Isaac de la Peyrère (1596–1676). Diplomat a teolog, zabýval se původem některých světových národů a jako jeden z prvních se kriticky dotkl biblické nauky o původu lidstva z jednoho člověka (Adama).
- Petr Pokorný (1933–2020). Teolog a novozákoník, jediný český biblista, který získal respekt v oboru biblistiky na mezinárodní rovině. Spoluzakladatel a v letech 1998–2010 ředitel Centra biblických studií AV ČR a UK v Praze.
- Rolf Rendtorff (1925–2014). Starozákoník a průkopník židovsko-křesťanského dialogu.
- Friedrich Daniel Ernst Schleiermacher (1768–1834). Teolog, filolog a filosof, který ve vztahu k bibli překonal osvícenskou skepsi a nově formuloval význam křesťanského dogmatu pro moderního člověka.
- Albert Schweitzer (1875–1965). Teolog, lékař, misionář a muzikolog, ve svém novozákonním bádání se věnoval otázkám historického Ježíše.
- Richard Simon (1638–1712). Hebraista a orientalista, který se zabýval původem a autorstvím biblických knih (chápal bibli jako výsledek redakčního zpracování starších tradičních textů).
- Baruch Spinoza (1632–1677). Filozof a stoupenec racionalismu, jako jeden z prvních podrobil kritice autorství některých starozákonních knih. Je považován za prvního sekularizovaného žida.
- David Friedrich Strauss (1808–1874). Teolog, filozof a literát, profesor hebrejštiny a řečtiny. V roce 1835 se stal vydáním knihy Život Ježíšův průkopníkem v bádání o historickém Ježíši.
- Julius Wellhausen (1844–1918). Starozákoník a jeden ze zakladatelů moderní biblické kritiky. Průkopník metody literární kritiky (zejména starozákonních) biblických textů.
- Wilhelm Martin Leberecht de Wette (1780–1849). Teolog a starozákoník, jeden z posledních univerzálních učenců-teologů. Bádání o bibli ovlivnil zejména svými důkladnými exegetickými spisy.